# Elytraria mexicana
Elytraria mexicana là một loài thực vật có hoa trong họ Ô rô. Loài này được Paul Arnold Fryxell & Stephen D. Koch mô tả khoa học đầu tiên năm 1987.

## Phân bố
Loài bản địa Mexico.